# キノ・プラウダ
『キノ・プラウダ』（ロシア語: Кино-Правда）は、ジガ・ヴェルトフ、エリザベータ・スヴィロワ、ミハイル・カウフマンによって制作され、1922年6月から公開された、23巻のニュース映画シリーズ。ヴェルトフは、『キノ・プラウダ』の23巻を自身の最初の作品としており、後の長編映画でも用いられる手法が垣間見られる。
おもに1920年代に活動したヴェルトフは、ニュース映画のシリーズを通して、「キノ・プラウダ」すなわち「映画＝真実」といいう概念を提唱した。彼の理念によれば、現実の断片を捉え、それを構成したときに、肉眼では捉えきれないより深い真実が現れるのである。『キノ・プラウダ』シリーズで、ヴェルトフは、日常的な経験に焦点を当て、ブルジョワ的関心を排し、市場や酒場や学校などを撮映し、時には隠しカメラを用いて、事前の許可なく撮映することもあった。
『キノ・プラウダ』シリーズのエピソードは、通常は再現や演技などは含んでいない（ただし、例外もあり、例えば社会革命党員の裁判に関する映像では、街頭で新聞が売られている場面や、人々が路面電車の中で新聞を読んでいる場面などが演出されていた）。撮映技法は単純かつ機能的で、技巧は施されない。シリーズ23巻は、3年間にわたって制作され、各巻は20分ほどの長さで、通常は3つの話題が取り上げられていた。内容は、典型的には説話的ではなく描写的であり、ヴィネットや暴露の場面が盛り込まれ、例えば、路面電車のシステムの更新であるとか、農民のコミューンへの組織化、社会革命党の裁判などが描かれたが、中には生まれたばかりのマルクス主義国家における飢餓の問題を取り上げたものもあった。プロパガンダ的傾向もあったものの、顕著なものではなく、空港の建設を取り上げたエピソードでは、地ならしをするためにかつての白軍の戦車が使われている様子が映され、「労働者戦線の戦車」とインタータイトルが入る。
ヴェルトフがはっきりと意図していたのは、観衆とシリーズの活発な関係性の喚起であり、作品の最後の部分には連絡先が明示されていたが、14番目のエピソードになるとシリーズはあまりに実験的になり、一部の批評家はヴェルトフの取り組みが「正気を失っている」と批判するほどになった。
「キノ・プラウダ」という語句はロシア語で「映画＝真実」にあたるものだが、これは同じくそのように訳すことができるフランス語の「シネマ・ヴェリテ (cinéma vérité)」と呼ばれるドキュメンタリー映画の運動と混同してはならない。シネマ・ヴェリテは、「醜い細部に至るまで」現実を捉える意図としてはキノ・プラウダに通じるところもあるが、1960年代のフランスにおいて人気を博したものである。